# Walerian Kalinka
 (octobre 2011).
Walerian Kalinka (né le 20 novembre 1826 à Cracovie, mort dans cette même ville le 26 décembre 1886) est un prêtre catholique romain, fondateur de la Province polonaise des Résurrectionnistes, homme de lettres et historien.

## Biographie
Walerian Kalinka est le fils d'un juge du tribunal de la ville libre de Cracovie. Suivant les traces de son père, il effectue de 1840 à 1845 des études de droit à l'université Jagellonne. Après avoir été juriste quelques années, il se consacre au métier des lettres. Il participe à l'insurrection cracovienne de 1846. Il travaille dans les comités de rédactions de nombreux journaux et périodiques, entre autres Le Temps, Le bihebdomadaire littéraire, L'Ami du peuple, La Revue de Poznań.
En 1851, il émigre à Paris où par une vie exemplaire il travaille dans les milieux nationalistes polonais. Il écrit alors son premier grand livre, La Galicie et Cracovie, qui retrace l'histoire et la société de la Galicie de 1772 à 1850. Il fréquente alors le Cercle de l'Hôtel Lambert. Avec Julian Klaczko, il édite Les Nouvelles de Pologne, souvent regardé comme un des meilleurs périodiques polonais du XIXe siècle. En 1856, il devient membre du comité de publication de la Société historico-littéraire à Paris. En 1863, alors qu'il cherchait des documents pour faire une vie du prince Adam Czartoryski, il fait des découvertes d'archives lui permettant d'entreprendre une histoire des dernières Années de Stanisław August Poniatowski (1787-1795). Cet ouvrage le fait connaître comme un écrivain de premier plan.
En 1868, il entre dans la Congrégation des Résurrectionnistes et est ordonné prêtre le 17 décembre 1870. À cette époque, il se lie avec les conservateurs cracoviens, et est un des fondateurs de l'École historique de Cracovie. Il est membre de nombreuses institutions scientifiques, entre autres la Société historique, l'Académie des sciences de Cracovie et membre honoraire de la Société des amis des sciences de Poznań. Il passe les dernières années de sa vie à Lwów où il s'occupe, à côté de la rédaction de ses écrits historiques sur le règne de Stanisław August Poniatowski et la Constitution du 3 mai, de l'activité missionnaire de la Congrégation des Résurrectionnistes, fondant notamment  la province polonaise de cette Congrégation et l'Internat ruthène. Il prend également parti politiquement avec l'écriture de La Défaite de la France et l'avenir de l'Europe, où il prédit que le développement des doctrines sociales et libérales dans les divers domaines de la vie publique vont avoir de graves conséquences sur l'Europe. Les écrits de ses dernières années jouent un rôle important dans les controverses historiographiques du temps, par la profonde analyse qu'il fait des causes intérieures de la chute de la Pologne, tout en traçant le chemin de la renaissance nationale. Son œuvre principale est La Diète de quatre ans, écrite à partir de 1880 et publiée de manière posthume en 1888. Il meurt le 26 décembre 1886 et est enterré au cimetière łyczakowski à Lwów, une des grandes nécropoles nationales polonaises.

## Œuvres
- Comment était la Pologne autrefois Cracovie, 1848
- Lettres sur Cracovie Poznań, 1850
- La Vie de Tadeusz Tyszkiewicz Poznań, 1853
- La Galicie et Cracovie Paris, 1859
- Les Dernières Années du règne de Stanisław August Poniatowski Poznań, 1868
- La Défaite de la France et l'avenir de l'Europe Cracovie, 1871
- La Politique de la Cour d'Autriche par rapport à la Constitution du 3 mai Cracovie, 1873
- La Diète de quatre ans  Cracovie, 1888

## Sources
- Le Père Walerian Kalinka, article sur le Site de la Congrégation de la Résurrection de notre Seigneur Jésus Christ http://www.zmartwychwstancy.pl/historia/kalinka.html
- Biskupski Stefan (dir) Encyclopédie ecclésiastique, tome IX, p. 373, Varsovie, 1873-1933